# Akiane Kramarik
Akiane Kramarik, née le 9 juillet 1994 à Mount Morris, dans l'Illinois, enfant prodige, est une peintre autodidacte, poétesse et réalisatrice américaine.

## Biographie
Akiane est née de Mark, un père cuisinier américain d'origine catholique et de Foreli, une mère enseignante lituanienne, tous deux à l'époque athées et non-pratiquants.
Son éducation commence dans une école paroissiale puis elle est scolarisée à la maison avec sa fratrie à Sandpoint. Elle commence à dessiner à l'âge de 4 ans puis à peindre quand elle en a 6, en disant qu'elle a « des visions de Dieu », alors que ses parents soutiennent qu'il s'agit de notions jamais abordées à la maison. L'année suivante, elle commence à écrire des poèmes
Ainsi, lors d'une interview réalisée par CNN alors qu'elle a douze ans et vit dans l'Idaho, elle déclare avoir eu des visions, comme des rêves, qui lui auraient révélé l'existence de Dieu ainsi que ses talents artistiques,.
À 12 ans, elle a déjà terminé soixante grandes peintures ; certaines sont achetées par l'ambassade des États-Unis à Singapour. Elle réalise plus de 200 œuvres d'art et 800 œuvres littéraires et publie deux livres à succès.